# JTB東北
株式会社JTB東北（ジェイティービーとうほく、JTB TOHOKU inc.）は、仙台市青葉区に本社を置き、JTBグループにおける東北6県のJTB店舗の運営等を手掛けていた旅行会社。2018年4月1日にJTB本社に吸収合併され解散した。

## 概要
1981年3月9日に株式会社ほのぼの旅行として設立。1989年に株式会社ジェイティービー旅行サービスに商号変更。さらに翌年、株式会社ジェイティービー東北に商号変更した。
2006年にJTBが機能別および地域別事業会社を設立し、純粋持株会社化するにあたって、その先陣を切り、2005年4月1日にJTBから東北地区7支店の営業を譲り受け、同時に商号を株式会社JTB東北に変更し発足した。それまでは、盛岡市を除いて県庁所在地など中核都市には店舗を設置していなかったが、店舗を譲り受けたことから、各県庁所在地と郡山市に店舗を構えることとなった。
2009年11月26日にJTBが需要の低下や店頭販売の落ち込みなどを理由として、国内の約200店舗の閉鎖を発表した。その際、JTB東北では2010年2月に10店舗を閉鎖した。このうち、一部の店舗は提携会社が継承した。また2011年4月1日付で、東北6県に所在するJTBトラベランドの店舗全てを譲り受けた。
2018年4月1日、JTBの経営改革の一環としてほかの地域会社などと共に、JTB本社に吸収合併され解散した。

## 沿革
- 1981年（昭和56年）3月9日 - 株式会社ほのぼの旅行として設立（仙台・盛岡・秋田3事業部12支店）。
- 1986年（昭和61年） - 一般労働者派遣事業登録。
- 1989年（平成元年） - 株式会社ジェイティービー旅行サービスに商号変更。
- 2000年（平成12年） - 株式会社ジェイティービー東北に商号変更。
- 2005年（平成17年）4月1日 - 株式会社ジェイティービーから7支店を営業譲り受ける。株式会社JTB東北に商号変更。
- 2006年（平成18年）
  - 2月13日 - 本社を仙台MTビルから明治安田生命仙台一番町ビル3Fに移転。
  - 4月1日 - 奥州営業所（後の奥州支店）を開設。
- 2009年（平成21年）
  - 1月4日 - 仙台支店を一番町平和ビル（建替前）から東二番町スクエア1Fに移転。
  - 3月29日 - 相馬支店を閉店。
  - 4月1日 - 鶴岡支店を庄内支店に改称。
- 2010年（平成22年）2月26日 - 大館支店、盛岡上田支店、花巻支店、一関支店、仙台長町支店、米沢支店、酒田支店、白河支店、会津若松支店、ジェイネット盛岡の計10店舗を閉店。
- 2011年（平成23年）
  - 4月1日 - JTBトラベランドより東北6県の店舗を吸収分割により譲り受け。
  - 4月29日 - JTBトラベランド仙台一番町店を閉店。仙台支店が業務継承。
- 2012年（平成24年）3月31日 - 天童支店を閉店。
- 2016年（平成28年）
  - 3月31日 - 庄内支店を閉店。
  - 4月3日 - イオンモール三川店を開店。
- 2017年（平成29年）4月20日 - 仙台国際空港店を開店。
- 2018年（平成30年）
  - 1月29日 - 仙台駅前店を閉店。
  - 2月1日 - 仙台支店をトラベルゲート仙台に改称。
  - 2月26日 - 青森店、郡山店、イオンタウン仙台泉大沢店を閉店。
  - 3月11日 - イオンモール三川店を閉店。
  - 3月12日 - 秋田店を閉店。
  - 3月18日 - 古川支店を閉店。
  - 3月26日 - 福島店を閉店。
  - 4月1日 - JTB本社に統合。

## 店舗
2018年3月31日時点
- 法人営業青森支店
  - 青森イトーヨーカドー店
  - 弘前イトーヨーカドー店
  - 弘前さくら野店
  - 八戸沼館イトーヨーカドー店
  - イオンモール下田店
- 法人営業盛岡支店
  - 盛岡店
  - イオンモール盛岡店
- 奥州支店
- 法人営業仙台支店 
  - トラベルゲート仙台
  - イオン仙台幸町店
  - 仙台泉アリオ店
  - ララガーデン長町店
  - ザ・モール仙台長町店
  - イオンモール名取店
  - 石巻あけぼのイトーヨーカドー店
  - 仙台国際空港店
- 法人営業秋田支店
  - イオン秋田中央店
  - イオンモール秋田店
- 法人営業山形支店
  - イオンモール山形南店
  - イオンモール天童店
- 法人営業福島支店
  - 福島イトーヨーカドー店
- 法人営業郡山支店
  - 郡山イトーヨーカドー店
- いわき支店